# Theodore S. Bowers
Pour les articles homonymes, voir Bowers.
 (mai 2022).
Si vous disposez d'ouvrages ou d'articles de référence ou si vous connaissez des sites web de qualité traitant du thème abordé ici, merci de compléter l'article en donnant les références utiles à sa vérifiabilité et en les liant à la section « Notes et références ».
Theodore Shelton Bowers, né le 10 octobre 1832 dans l’État de Pennsylvanie et mort le 6 mars 1866 à Garrison (Comté de Putnam), est un militaire et journaliste américain.
Après avoir été rédacteur en chef du journal Register au début de la guerre de Sécession, il rejoint l'armée de l'Union et il sert sous les ordres de Ulysses S. Grant durant les campagnes de Fort Henry, Fort Donelson, Vicksburg et Appomattox.

## Avant la guerre civile
Il est né le 10 octobre 1832 dans l’État de Pennsylvanie au Nord des États-Unis. Très jeune, il déménagea dans la ville de Mount Carmel, dans l'Illinois, et y apprit le métier d'imprimeur.

## Guerre de sécession

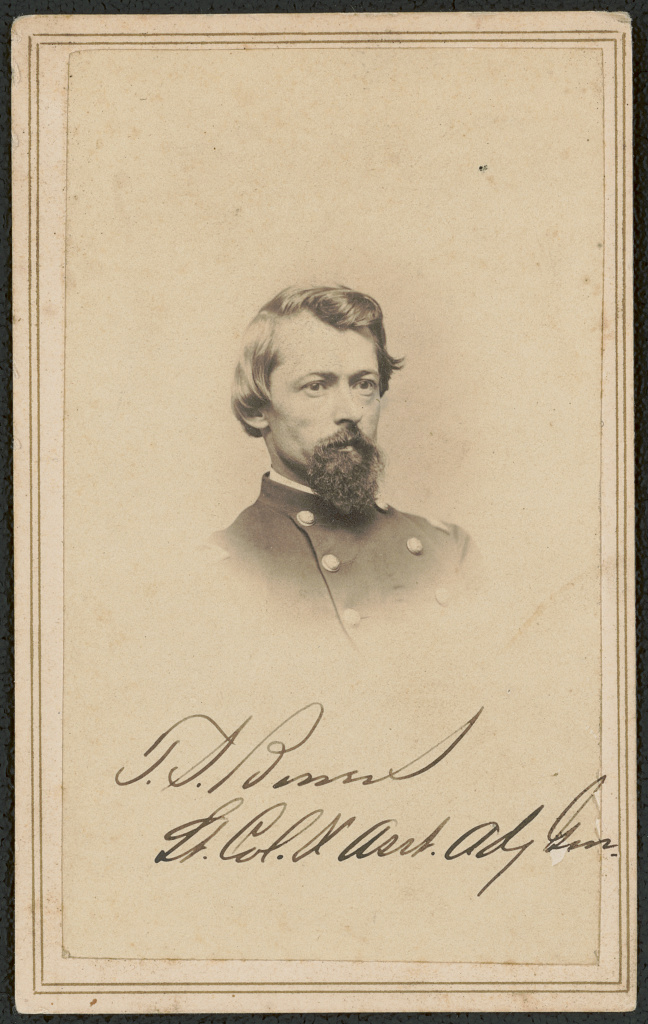
Theodore S. Bowers durant la guerre de Sécession.

Au début de la guerre de Sécession en 1861, Bowers fut rédacteur en chef du Register, un journal démocratique local.
Après la défaite des forces fédérales lors de la première bataille de Bull Run, il rejoint l'armée de l'Union et lève une compagnie de volontaires pour le 48e régiment d'infanterie de l'Illinois, a décliné son poste de capitaine à cause des moqueries de ses anciens associés politiques, et est allé au front en tant que soldat.
Il fut bientôt renvoyé chez lui au service de recrutement, et à son retour dans son régiment, il fut nommé, le 25 janvier 1862 commis de bureau au quartier général du brigadier-général Grant, futur général en chef de toutes les armées de l'Union. À ce titre, il a participé à la campagne de Shiloh et ainsi aux batailles de Fort Henry et Fort Donelson. On lui offrit à nouveau la capitainerie de son ancienne compagnie, mais refusé au motif que le premier lieutenant méritait la place. Il fut cependant nommé premier lieutenant le 24 mars 1862, et le 26 avril suivant est détaché comme aide de camp du général Grant. Il a agi en tant qu'assistant du major John Aaron Rawlins dans le bureau de l'adjudant.

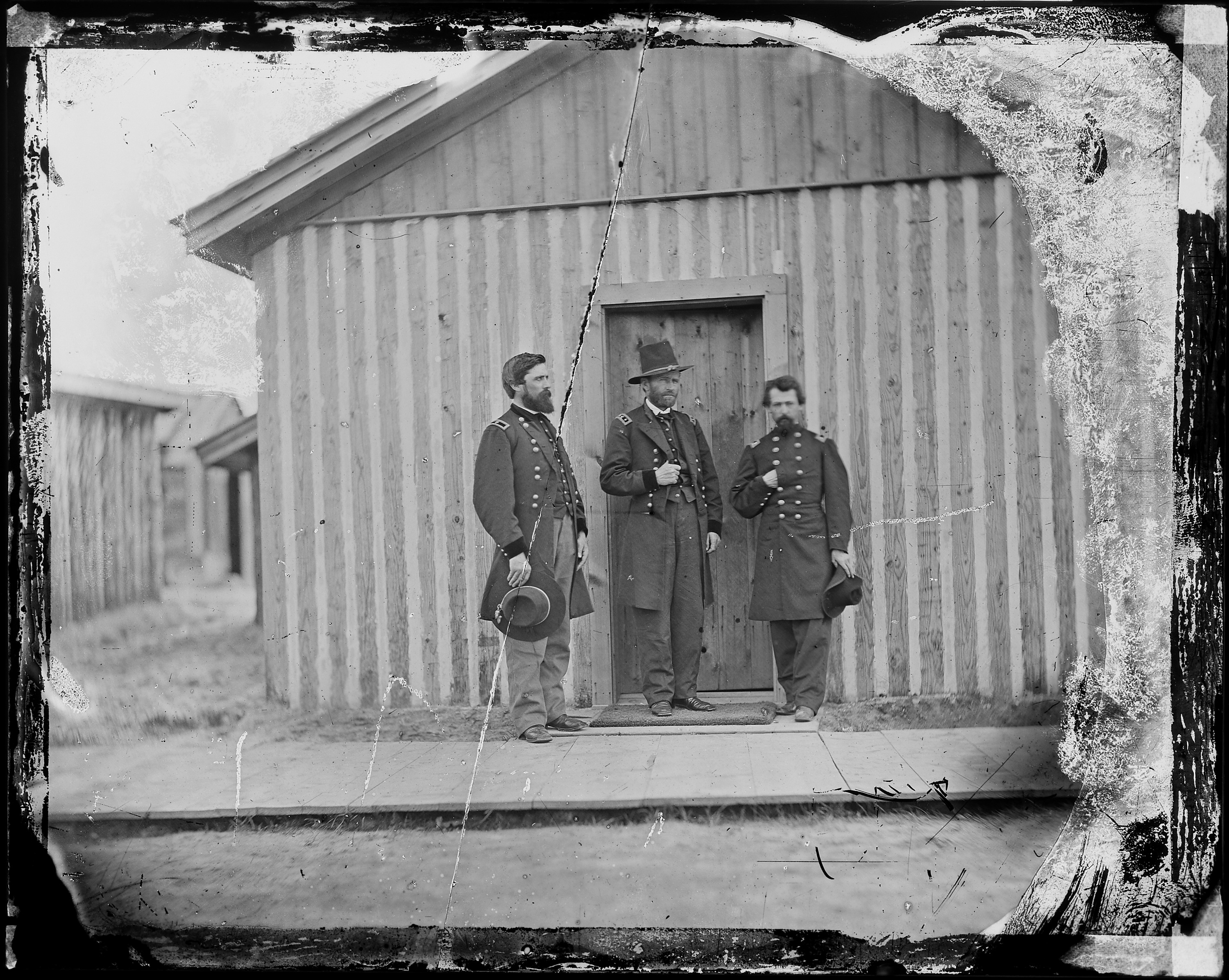
De gauche à droite, le général John A. Rawlins, le général Ulysses S. Grant et le colonel Theodore S. Bowers en 1863 durant la campagne de Vicksburg.

Le 1er novembre 1862, il reçut la nomination régulière de capitaine et aide de camp, et a été laissé responsable du quartier général du département tandis que l'armée était absente de l'expédition de Tallahatchie. Les confédérés sous Van Dorn ont saisi l'opportunité de faire un raid à l'arrière de l'avance fédérale, et a capturé le département quartier général à Holly Springs à l'aube du 20 décembre 1862. Le capitaine Bowers n'eut qu'un avertissement de quelques instants ; mais, agissant avec une grande présence d'esprit, il a fait un feu de joie de tous les dossiers du département, et quand des pillards ont fait irruption dans ses quartiers tout ce qui avait de la valeur pour eux était détruit. Bowers a refusé de donner sa libération conditionnelle et a même réussi à s'évader le soir même. L'officier commandant l'arrière-garde a été sévèrement censuré par le général Grant, tandis que Bowers a été hautement complimenté, et a été présenté avec une épée dans reconnaissance de ses services. Il a été nommé juge-avocat du département du Tennessee, avec grade de major, 19 février 1863.
Après la chute de Vicksburg, il fut adjudant-général adjoint à la place du colonel Rawlins, promu brigadier-général. Ses services étaient devenus si précieux que le général Grant se procura ses nominations comme capitaine et quartier-maître de l'état-major régulier le 29 juillet 1864, et adjudant-général adjoint, avec le grade de major de l'Armée des États-Unis, le 6 janvier 1865. Ses promotions comme lieutenant-colonel breveté colonel de l'United States Army, sont datés du 13 mars 1865.
Il fut présent aux côtés du lieutenant-général Grant sur le terrain jusqu'à la fin de la guerre et fut présent à la McLean House pour la reddition des forces confédérées à Appomattox où, sans doute trop nerveux, il refusa de mettre au propre l'acte officiel. Il est ensuite retenu dans son état-major personnel après la fin de la guerre.

## Après la guerre civile
Il devint un proche ami du héros de la guerre de Sécession qu'il servit, le lieutenant-général Ulysses S. Grant qui commanda l'ensemble des armées de l'Union durant la guerre.
Le colonel Bowers a été tué le 6 mars 1866 dans un accident. Il montait à bord du wagon de Grant alors que le train quittait la gare de Garrison en face de l'académie militaire de West Point. Ils s'y étaient arrêtés la veille pour déposer le fils de Grant à la Pointe. Bowers a saisi la main courante de la voiture de Grant, le mouvement du train l'a fait tomber entre cette voiture et la voiture devant. Il est mort sur le coup alors qu'il était renversé et traîné sur une certaine distance par le train.